# Кушнір Сергій Семенович
Сергі́й Семе́нович Кушні́р (* 16 січня 1987) — старший солдат Збройних сил України, учасник російсько-української війни.

## З життєпису
Оперативний працівник МВС України. У часі війни — вояк батальйону «Миротворець» з початку літа 2014-го. Під час виконання одного із завдань 27 липня 2015-го підірвався на фугасі з іще одним бійцем. У Дніпропетровському госпіталі перебував 40 днів у дуже важкій комі, після якої опритомнів, лікуванням опікувався Сергій Анатолійович Риженко. Проте на реабілітацію з якихось причин у держави грошей не знайшлося, і у Сергія знову перестали слухатися ноги. За Сергієм доглядають батьки, матеріальну допомогу збирають волонтери.

## Нагороди
За особисту мужність, сумлінне та бездоганне служіння Українському народові, зразкове виконання військового обов'язку відзначений — нагороджений
- 15 вересня 2015 року — орденом «За мужність» III ступеня.